# 安县 (缅甸)
安县，缅甸若开邦下辖的一个县。安城是县治。

## 历史沿革
2022年4月30日，缅甸政府以皎漂县安镇区新设安县。

## 行政区划
安縣下辖1镇区：
- 安镇区（Ann Township）